# The Variant
"The Variant" (br/pt: "A Variante") é o segundo episódio da série de televisão estadunidense Loki, baseada no personagem homônimo da Marvel Comics. A trama segue uma versão alternativa do protagonista, que não pode retornar à sua linha do tempo original, e agora está trabalhando em conjunto com a Autoridade de Variância Temporal (AVT) para caçar uma variante fugitiva de si mesmo. O episódio se passa no Universo Cinematográfico Marvel (UCM), dando continuidade aos filmes da franquia. Ele foi escrito por Elissa Karasik e dirigido por Kate Herron.
Tom Hiddleston reprisa seu papel como Loki da série de filmes, com Sophia Di Martino, Gugu Mbatha-Raw, Wunmi Mosaku, Eugene Cordero, Sasha Lane, Tara Strong e Owen Wilson também estrelando o episódio. Herron iniciou seus trabalhos na série em agosto de 2019. As filmagens aconteceram no Pinewood Atlanta Studios e foram rodadas na área metropolitana de Atlanta.
"The Variant" foi lançado no serviço de streaming Disney+ em 16 de junho de 2021. As críticas elogiaram a reviravolta no final do episódio.

## Enredo
Loki participa de uma missão da Autoridade de Variância Temporal (AVT) e acompanha a equipe até o local de ataque da sua Variante fugitiva no ano de 1985, em Oshkosh, Wisconsin. Eles descobrem que a Variante sequestrou a Caçadora C-20 da AVT. No entanto, Loki atrasa a missão ao enrolar e tentar conseguir um acordo para encontrar os Guardiões do Tempo, que criaram a AVT e a Linha do Tempo Sagrada. Ele também pede garantias de que não será morto depois que a Variante for capturada. Após o analista da AVT Mobius M. Mobius perceber que Loki está mentindo sobre a Variante estar por perto, a AVT reseta a linha do tempo ramificada.
De volta à sede da AVT, a Juíza Ravonna Renslayer se opõe ao envolvimento de Loki, mas Mobius a convence a dar uma segunda chance para ele. Depois de pesquisar nos arquivos da AVT e descobrir informações sobre o Ragnarok de Asgard, Loki teoriza que a Variante está se escondendo perto de eventos apocalípticos nos quais ele consegue passar despercebido pela AVT, com isso acontecendo uma vez que nada do que eles façam nesses eventos é capaz de alterar a linha do tempo. Loki e Mobius decidem provam essa possibilidade visitando Pompeia em 79 DC, onde Loki avisa os habitantes locais sobre a erupção iminente do Monte Vesúvio sem causar ramificações na linha do tempo.
Usando uma pista obtida anteriormente em Aix-en-Provence no ano 1549, após um dos ataques da Variante, Loki e Mobius deduzem que ela provavelmente está se escondendo durante um furacão no Alabama em 2050. No abrigo contra furacões Loki, Mobius e os agentes da AVT são emboscados pela Variante, que possui os corpos de vários agentes da AVT como a Caçadora B-15. Enquanto Loki conversa com a Variante, os outros agentes encontram a Caçadora C-20 que diz, bastante aflita, que havia revelado a localização dos Guardiões do Tempo.
A Variante se revela como uma encarnação feminina de Loki e rejeita sua oferta de derrubar os Guardiões do Tempo juntos. Em vez disso, ela aciona e envia várias cargas de reset de tempo roubadas para vários locais e pontos ao longo da Linha do Tempo Sagrada, criando várias novas linhas do tempo ramificadas e deixando a AVT em completo caos. Ela se teletransporta para longe e Loki decide segui-la, ignorando os pedidos de Mobius para que ele não fizesse isso.

## Produção

### Desenvolvimento
Em setembro de 2018, a Marvel Studios estava desenvolvendo uma série limitada estrelando o Loki de Tom Hiddleston dos filmes do Universo Cinematográfico Marvel (UCM). O desenvolvimento de Loki foi confirmado pelo então presidente da Disney, Bob Iger, em novembro do mesmo ano. Michael Waldron foi contratado como roteirista principal em fevereiro de 2019 e escreveu o primeiro episódio da série, com Kate Herron contratada para dirigir a série em agosto. Herron e Waldron agiram como produtores executivos ao lado de Hiddleston e Kevin Feige da Marvel Studios, Louis D'Esposito, Victoria Alonso e Stephen Broussard. O segundo episódio recebeu o título "The Variant" e foi escrito por Elissa Karasik.

### Roteiro
Mobius é alguém que, talvez pela primeira vez na vida [de Loki], ele pensa que pode confiar, e talvez confie nele, e ele não quer trair essa confiança. Mas, ao mesmo tempo, ele precisa ver o que está acontecendo. Ele não consegue evitar de segui-la pois aquilo é muito estranho e provoca muita curiosidade dentro dele.

— Hiddleston sobre a decisão de Loki de seguir a Variante pelo portal do tempo no fim do episódio
Owen Wilson falou sobre a amizade crescente entre Mobius M. Mobius e Loki dizendo que, embora a relação seja "acidentada", foi "bem merecida porque eles realmente meio que colocaram um ao outro em coisas que são cansativas e perturbadoras" e ambos têm uma admiração mútua pelo outro. Hiddleston acrescentou que Mobius é capaz de confrontar Loki "sem julgamento ou sem qualquer tipo de investimento emocional" e desafiá-lo intelectualmente. O relacionamento deles também é baseado em informações, já que Loki tem uma visão da Variante, enquanto Mobius pode dar informações sobre a Autoridade de Variância de Tempo (AVT) para Loki. A ideia de revelar Sophia Di Martino como a variante no episódio foi a maneira de Waldron continuar "construindo o passeio emocionante" da série, já que sua introdução iria "rearranjar o baralho do show" seguindo adiante. Herron sentiu que "The Variant" foi o primeiro capítulo da série, enquanto que "Glorious Purpose" agiu mais como um prólogo.

### Elenco
O episódio é estrelado por Tom Hiddleston como Loki, Sophia Di Martino como a Variante, Gugu Mbatha-Raw como Ravonna Renslayer, Wunmi Mosaku como a Caçadora B-15, Eugene Cordero como Casey, Sasha Lane como a Caçadora C-20, Tara Strong como a voz da Senhorita Minutos e Owen Wilson como Mobius M. Mobius. As participações especiais incluíram Neil Ellice como Caçador D-90, a comediante Kate Berlant como uma mulher na feira medieval e também vários atores interpretando pessoas que são controladas pela Variante tais como: Lucius Baston como um cliente, Austin Freeman como Randy e Hawk Walts como um chefe de loja.

### Filmagem e efeitos visuais
As filmagens aconteceram no Pinewood Atlanta Studios em Atlanta, na Geórgia, com direção de Herron, e Autumn Durald Arkapaw servindo como diretor de fotografia. As filmagens tiveram lugar na área metropolitana de Atlanta, incluindo o Atlanta Marriott Marquis, que foi usado para representar a sede da AVT. Segundo Herron e Arkapaw, David Fincher foi uma grande influência na série; a abordagem que eles adotaram para filmar Loki lendo os arquivos da AVT durante o episódio foi uma referência ao filme Seven (1995). Herron esperava fazer com que os vários locais da história parecessem aterrados e não "lustrosos". Por exemplo, ela escolheu tornar a feira medieval "lamacenta" em oposição à "versão chiclete brilhante" dos anos 1980, e a loja Roxxcart em 2050 um lembrete dos horrores dos apocalipses, como o aquecimento global. No entanto, Pompeia recebeu um destaque elevado pois, além de ser vista pela perspectiva de Loki, o local foi usado para mostrá-lo descobrindo onde a Variante estava escondida.
A Caçadora B-15 confiscando as facas de Loki foi um dos momentos finais da série. Enquanto Mosaku, Wilson e Hiddleston ensaiavam a cena, eles foram capazes de descobrir o momento perfeito onde esta parte se encaixava. Ryan Parker do The Hollywood Reporter observou que no momento em que Loki vê a Variante transferindo seus poderes entre as pessoas ao tocá-las foi uma homenagem direta ao filme Fallen (1998), que apresenta uma cena e sequência semelhantes. No instante em que a Variante possui o corpo da Caçadora B-15, Mosaku inspirou-se na performance de Hiddleston como base para a sua, uma vez que o público não sabia que a Variante não era um "Loki clássico" naquele ponto. Ela também disse que a sequência levou "muitos dias e muitas noites" para ser filmada. A interrupção da produção por conta da pandemia de COVID-19 permitiu que Herron ajustasse parte do material que já havia sido filmado para auxiliar o tom da série. Alguns dos novos materiais que foram adicionados após o retorno da produção incluíram alguns "pedaços da AVT", como a conversa de Loki e Mobius sobre religião e a metáfora da salada de Loki para demonstrar sua teoria sobre os apocalipses. Os efeitos visuais para o episódio foram criados pelo Crafty Apes, Method Studios, Cantina Creative, Luma Pictures, Rodeo FX, FuseFX e Rise.

### Música
A "Suite No. 3 in D major, BWV 1068" de Johann Sebastian Bach é tocada no episódio como uma referência adicional de Herron a Seven, uma vez que ela também é reproduzida no filme. A "18 Morceaux, Op. 72" de Pyotr Ilyich Tchaikovsky também foi usada no episódio, sendo interpretada pela musicista de teremim Clara Rockmore e sua irmã, a pianista Nadia Reisenberg; o teremim foi um dos instrumentos que tanto Herron quanto a compositora da série, Natalie Holt, ficaram atraídas para compor a partitura da série. A canção "Holding Out for a Hero" de Bonnie Tyler também é apresentada no início do episódio.

## Divulgação
Após o lançamento do episódio, a Marvel anunciou a criação de mercadorias inspiradas no episódio como parte de sua promoção semanal, a Marvel Must Haves, feita para cada episódio da série, incluindo bonecos Funko Pops dos personagens Ravonna Renslayer, Senhorita Minutos e a Caçadora B-15, um boneco de Loki da linha Hot Toys Cosbaby, peças de roupa e outros acessórios. A Marvel também lançou um pôster promocional de "The Variant" apresentando uma citação do episódio.

## Lançamento
"The Variant" foi lançado no serviço de streaming Disney+ em 16 de junho de 2021.

## Recepção
O site agregador de críticas Rotten Tomatoes relatou um índice de aprovação de 94% com uma pontuação média de 7.62/10 com base em 33 resenhas. O consenso crítico do site diz: "Após uma estreia bastante expositiva, é um pouco surpreendente o quanto de montagem de história "The Variant" teve que fazer, mas uma reviravolta rapidamente empurrou a história para uma grande leva de expectativas".
Alan Sepinwall da Rolling Stone sentiu que, após a preparação da série exigida no primeiro episódio, "The Variant" permitiu que a série "se estabelecesse" em ser "um programa policial de viagem no tempo". Sepinwall esperava que isso não estivesse totalmente presente na série e acreditava que até o final do episódio seria apenas um aspecto de Loki. Ele sentiu que a sequência do Roxxcart foi "mais lenta do que tensa algumas vezes", mas a apresentação de Di Martino sugeriu que "tempos divertidos estão à frente". O design de produção da AVT continuou a ser um destaque para Sepinwall, considerando-a como "a parte mais impressionante de todo o show". Siddhant Adlakha, do IGN, deu nota 7 de 10 para o episódio e disse que os momentos de comédia da série continuaram "no ponto", enquanto "sua concepção dramática ainda parece mal acabada". Do mesmo modo que Sepinwall, ele sentiu que a série estava estabelecendo seu tom, declarando entre os vários cenários, trajes e tempos e movimentos do ator, Loki o faz sentir como "um híbrido entre um procedural policial e uma sitcom no local de trabalho", comparando algumas das cenas de Loki aprendendo na AVT com os curtas-metragens do pseudodocumentário Team Thor. Ele achou que as cenas no Roxxcart onde é mostrado vários atores interpretando a Variante "mastigavam cenários de uma maneira deliciosa" e que era "incrivelmente boba da melhor maneira possível". Adlakha também acrescentou que esta cena "se inclina para o terror autoconsciente, mas também estabelece o quão minúsculo é o esquema de Loki para destronar os Guardiões do Tempo em comparação com o plano da Variante".
Analisando o episódio para o The A.V. Club, Caroline Siede acreditou que era "meio engraçado" que The Falcon and the Winte Soldier havia sido descrito como um "show policial entre amigos" quando essa descrição era mais adequada para Loki, já que Hiddleston e Wilson possuiam uma "dinâmica muito mais interessante". Ainda segundo Siede, "The Variant" fez um trabalho melhor em estabelecer a premissa da série do que o primeiro episódio, embora ainda tivesse muita exposição e humor menos subversivo como a estreia. As longas cenas de diálogo, particularmente a de Loki e Mobius, que começaram falando sobre jet skis e terminaram discutindo sobre a natureza da existência, foram um destaque pois fizeram todos os personagens "se sentirem mais vividos". Para Siede, a revelação de Di Martino confirmou que a série seria "cheia de reviravoltas e revelações", e ver a Variante bombardeando a Linha do Tempo Sagrada foi "um suspense estimulante" que sugeria que a série não teria simplesmente uma estrutura procedural e que ainda não havia revelado quem seriam realmente os heróis e vilões. Siede deu nota "B+" para o episódio. Em uma recapitulação do episódio, Andy Welch do The Guardian descreveu a química entre Hiddleston e Wilson em tela como a "maior força" da série, dizendo que sua "relação de gato e rato" lembrava Frank Abagnale, Jr. e Carl Hanratty em Catch Me If You Can (2002). Welch também opinou que o confronto de Loki com sua variante desonesta foi "agradável e brilhantemente interpretado por Hiddleston". Escrevendo para o Entertainment Weekly, Lauren Morgan disse: "O segundo episódio continua sendo bastante expositivo, o que é um pouco preocupante já que há apenas seis deles, contudo a surpresa no final deste promete colocar a trama em alta velocidade.